# Sindangrasa (Banjarsari)
Sindangrasa is een bestuurslaag in het regentschap Ciamis van de provincie West-Java, Indonesië. Sindangrasa telt 3947 inwoners (volkstelling 2010).